# Aphrophora takaii
Aphrophora takaii är en insektsart som beskrevs av Matsumura 1934. Aphrophora takaii ingår i släktet Aphrophora och familjen spottstritar. Inga underarter finns listade i Catalogue of Life.